# Diane Holland
Diane Holland, właśc. June Diane Neeltje (ur. 28 lutego 1930 w Melbourne – zm. 24 stycznia 2009 w Godstone) – brytyjska aktorka i tancerka, znana przede wszystkim ze swoich występów w telewizyjnych serialach komediowych, w szczególności w Hi-de-Hi!.
Pochodziła z rodziny o holendersko-brytyjskich korzeniach, która wyemigrowała z Australii do Anglii, gdy Diane była jeszcze dzieckiem. Chcąc zaakcentować swoje pochodzenie, na swój pseudonim artystyczny wybrała nazwisko Holland, czyli po prostu "Holandia". W początkowym okresie swojej kariery artystycznej Holland pracowała przede wszystkim jako tancerka, co było zresztą zgodne z jej wykształceniem. W 1966 zadebiutowała w telewizji jako aktorka, dołączając na trzy lata do obsady opery mydlanej Crossroads. Później pojawiała się w niewielkich, zwykle gościnnych, rolach w wielu innych serialach. Przełomem w jej karierze było zaproszenie do obsady niezwykle popularnego w latach 80. sitcomu Hi-de-Hi!. Po części zawdzięczała ten angaż koligacjom rodzinnym, bowiem współtwórcą serialu był Jimmy Perry, żonaty z jej siostrą Gildą. Holland grała w serialu niemłodą już byłą mistrzynię tańca o arystokratycznym sposobie bycia, która wraz z mężem i zarazem partnerem tanecznym (w tej roli Barry Howard) zmuszona jest pracować jako animatorka w raczej siermiężnym ośrodku wczasowym dla ludzi z niższych sfer.
Po zakończeniu produkcji serialu wystąpiła jeszcze m.in. w Grace & Favour, gdzie wcielała się w postać ekscentrycznej sędziny sądu grodzkiego. W 2000, w wieku 70 lat, zatańczyła jedną z ról w specjalnej produkcji Dziadka do orzechów, zrealizowanej przez Balet Królewski i wystawionej w Royal Opera House w Londynie oraz retransmitowanej przez BBC. Zmarła w swoim w domu w hrabstwie Surrey w styczniu 2009 roku. Bezpośrednią przyczyną śmierci było ostre zapalenie płuc. Miała 78 lat.